# Patrick Schagerl
Patrick Schagerl (* 20. September 1992) ist ein ehemaliger österreichischer Fußballspieler.

## Karriere
Schagerl begann seine Karriere beim USC St. Georgen/Leys. Zwischen 1999 und 2001 spielte er beim UFC Texingtal. 2006 ging er in die AKA St. Pölten. Im Jänner 2010 wechselte er zum SC Herzogenburg. Im Sommer 2010 wechselte er zum SKN St. Pölten. Sein Profidebüt gab er am dritten Spieltag der Saison 2010/11 gegen den FC Gratkorn. 2013 wurde er an den First Vienna FC verliehen.
Nachdem St. Pölten in die Bundesliga aufgestiegen war, wechselte er im Sommer 2016 zum Zweitligisten Kapfenberger SV.
Zur Saison 2017/18 wechselte er zum Ligakonkurrenten FC Blau-Weiß Linz, bei dem er einen bis Juni 2018 gültigen Vertrag erhielt. Nach jener Saison verließ er BW Linz.
Im Sommer 2018 schloss er sich dem SKU Amstetten an. In drei Spielzeiten bei den Niederösterreichern kam er insgesamt zu 65 Zweitligaeinsätzen, in denen er fünf Tore erzielte. Zur Saison 2021/22 beendete er seine Karriere und wurde Athletiktrainer beim SKU.